# 哥倫比亞大學師範學院
哥伦比亚大学师范学院（英語：Teachers College, Columbia University）是哥伦比亚大学的师范研究生院。师范学院建于1887年，1898年起充当哥大教育系。哥大师范学院是美国最早建立的研究生师范学校，亦是美国最大的师范研究生院。
师范学院校友超过九万人，遍布三十多个国家。

## 历史

### 创立和早期历史

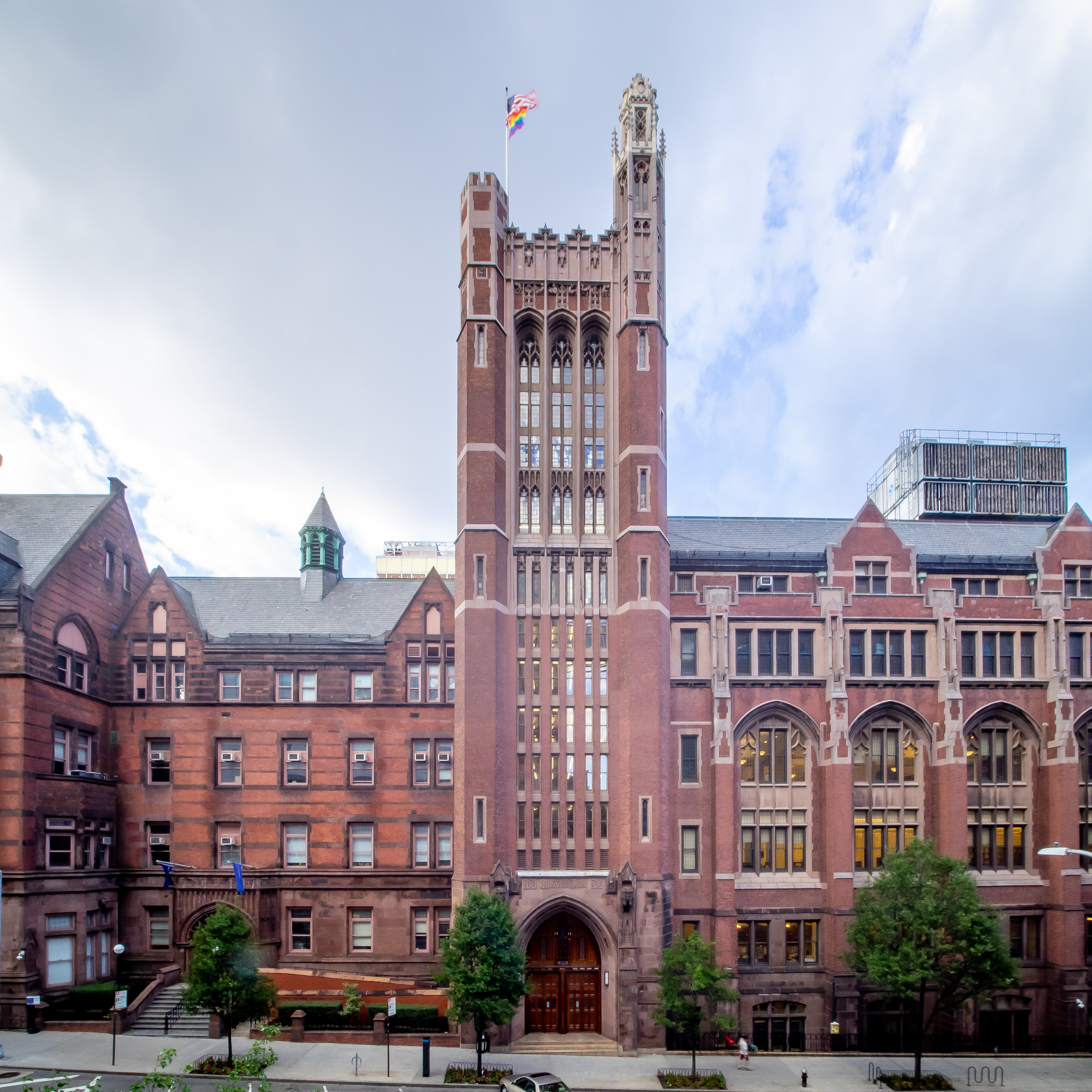
罗素楼

师范学校是美国第一所专门开设教师培训课程的研究生院校。
1880年慈善家格蕾丝·胡德利·道奇（商人小威廉·E·道奇之女）开设厨艺教学协会（英語：Kitchen Education Association）。当时平民女童常玩耍小号厨具；该协会旨在向提供女童其他玩具。1884年协会改名为工业教育协会（英語：Industrial Education Association）；此时协会目标人群已扩展到男童和家长。三年后协会迁至大学广场纽约协和神学院原址；同年协会创办霍勒斯·曼学校；该校为私立男女校。
1887年威廉姆·基萨姆·范德比尔特向协会捐献大笔资金。范德比尔特在道奇支持下任命尼古拉斯·默里·巴特勒为协会主席。协会决定教育纽约市贫困儿童的教师。1887年到1888年协会雇佣6名讲师，第一期招收36名初级班学生、86名特殊学生。协会教育使命此时已超过道奇制定的慈善目标，协会因此更名为纽约教师培训学校。并从纽约州大学理事会获得临时特许状。

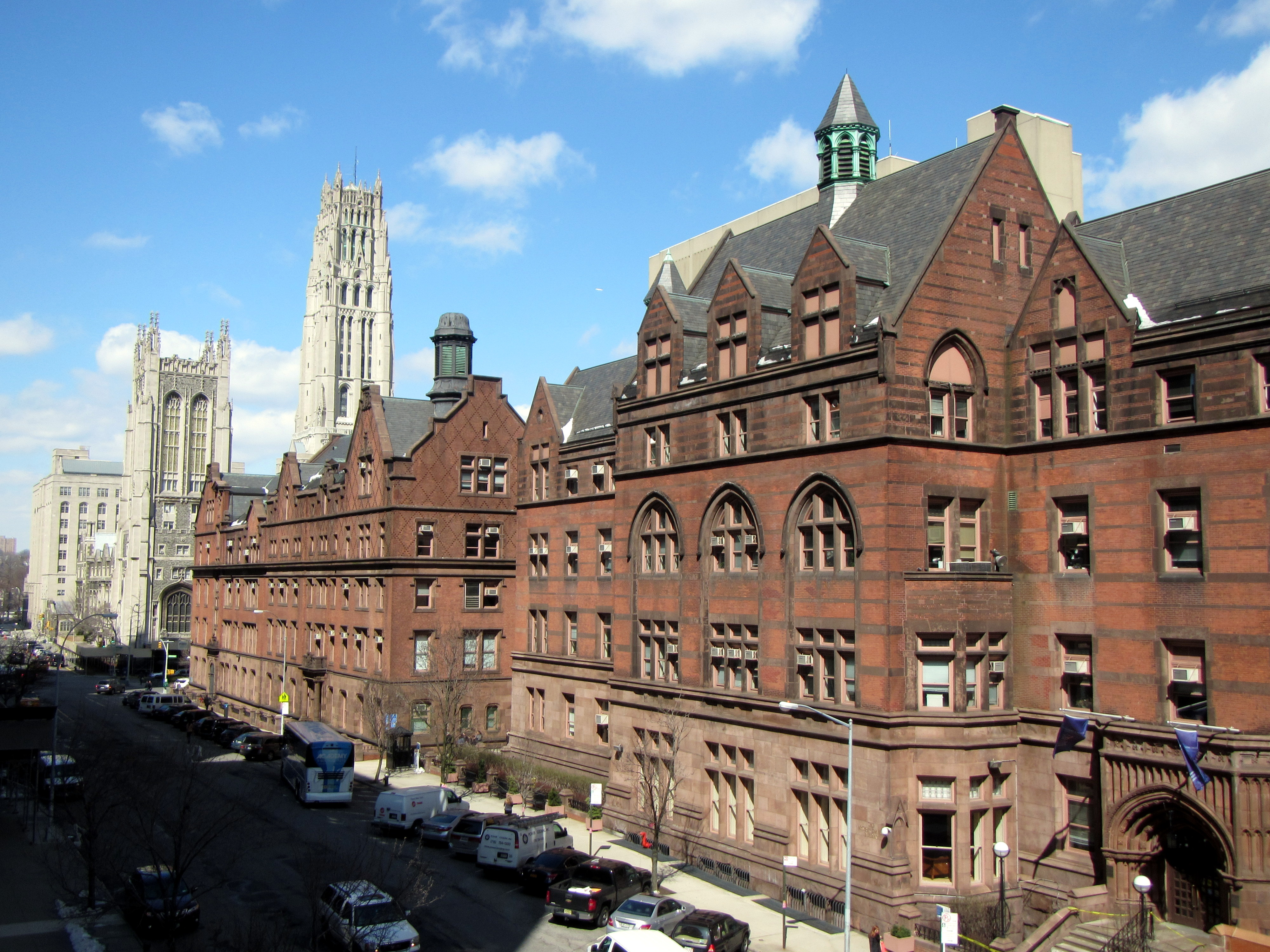
百老汇和120街上师范学校校舍，东北向

1890年10月，大学广场校舍不敷应用，学校董事寻求搬迁。校董与哥伦比亚大学校长塞斯·洛商谈后将学校新址定为哥大晨边高地校园旁。1892年学校更名为师范学院。次年学校与哥大建立关系，校董购下晨边高地土地以建设新校区。威廉·阿普尔顿·波特设计了新校舍。主楼1894年竣工，是学院老楼群中首栋；末栋是米尔班克纪念楼（Milbank Memorial Hall），三年后竣工。
学院课程将人道主义关怀与人类发展的科学方法相结合。1898年学院成为哥大附属的师范研究生院。1899年新霍勒斯·曼楼竣工。弗雷德里克·费里斯·汤普森纪念楼（Frederick Ferris Thompson Memorial Hall）1902年动土，1904年竣工。惠蒂尔楼（Whittier Hall）1900年动土，1901年竣工，为四翼宿舍楼。学院入学人数快速增加。1911届共686人毕业，第一届仅有26人。

## 旗下學術單位[19]
- 藝術與人文學系
- 生物行為科學
- 諮商與臨床心理學系
- 課程與教學系
- 教育政策與社會分析學系
- 健康研究與應用教育心理學
- 人類發展學系
- 國際與跨文化研究學系
- 數學、科學與技術學系
- 組織與領導學系

## 著名校友
- 陶行知
- 张伯苓
- 蒋梦麟
- 郭秉文
- 杨荫榆
- 李焕
- 林茂生
- 欧元怀
- 杨希震
- 刘湛恩
- 陈鹤琴
- 罗家伦
- 张彭春
- 林茂生
- 倪文亚
- 朱斌魁（朱君毅）